# ジョージ・フライヤー・スタンバーグ
ジョージ・フライヤー・スタンバーグ（George Fryer Sternberg、1883年 - 1969年）はカンザス州の｢フィッシュ・イン・ア・フィッシュ（魚の中の魚）｣の発見で有名な古生物学者である。｢フィッシュ・イン・ア・フィッシュ｣はギリクス・アルクトゥスを良好な状態で腹の中に保存したクシファクティヌスの化石である。
彼はチャールズ・ヘイゼリアス・スタンバーグの息子であり、ジョージ・ミラー・スタンバーグ准将の甥である。カンザス州ヘイズのスタンバーグ自然史博物館は彼と父親、そして兄弟たち（チャールズ・モートラム・スタンバーグ、レヴィ・スタンバーグ）によって集められた化石を展示している。
翼竜類プテラノドンから独立の属として設立されたゲオステルンベルギアは、発見者である彼への献名である。

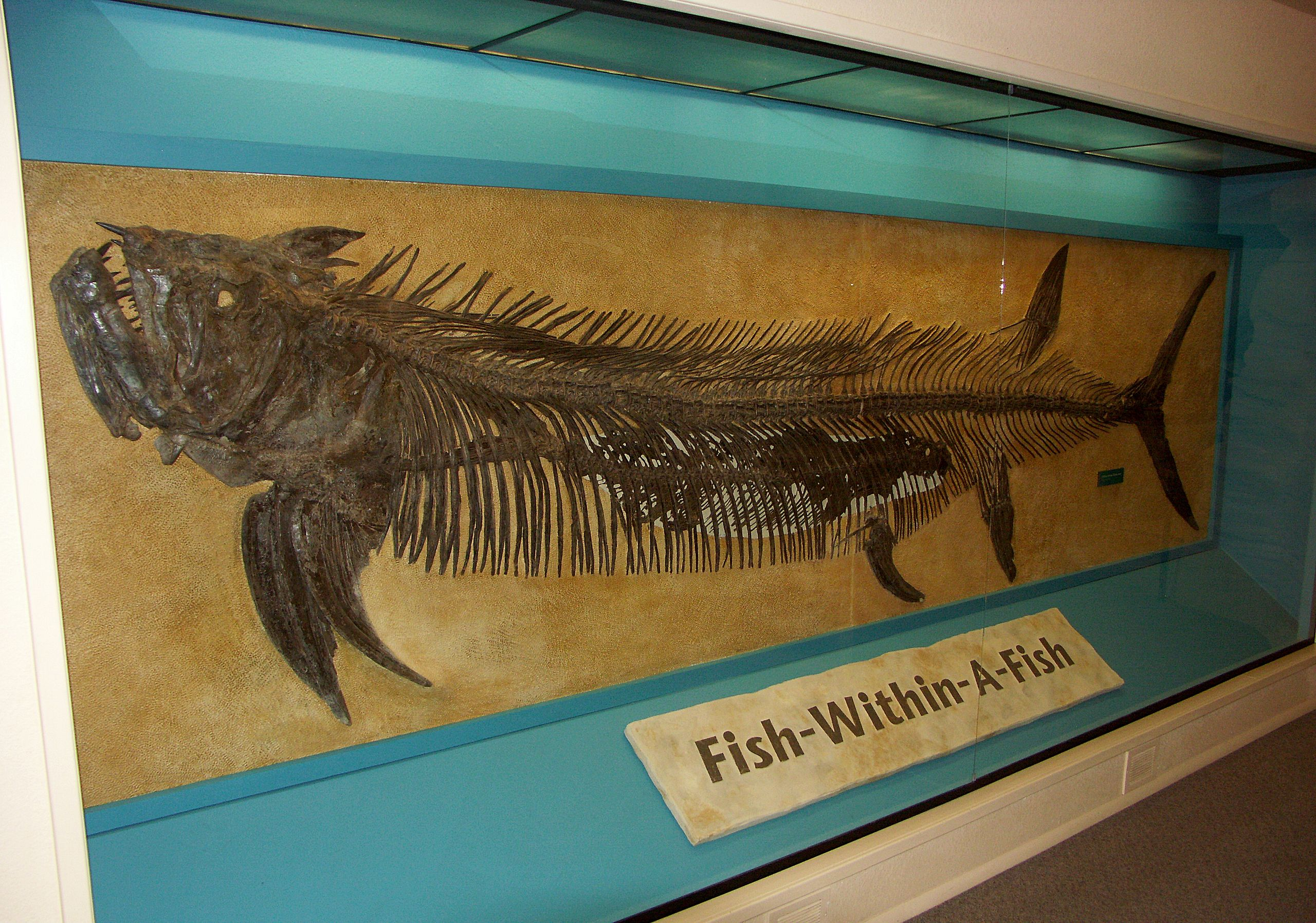
フィッシュ・イン・ザ・フィッシュ